# Codiaeum hirsutum
Codiaeum hirsutum är en törelväxtart som beskrevs av Elmer Drew Merrill. Codiaeum hirsutum ingår i släktet Codiaeum och familjen törelväxter.
Artens utbredningsområde är Filippinerna. Inga underarter finns listade i Catalogue of Life.